# タヌキマメ属
タヌキマメ属（Crotalaria）はマメ科マメ亜科の多年生または一年生の草本あるいは低木。

## 特徴
葉は1–7小葉を掌状につけ、小托葉を欠くこともある。花は黄色または帯紫色で、頂生または葉に対生する総状花序につき、まれに単生する。花の竜骨弁は先端がくちばし状。豆果は楕円形で膨らみ、左右2片に割れる。属名クロタラリアはギリシャ語で「ガラガラ箱」の意味で、豆果が成熟すると小さい種子が莢の中で離れ、振るとカラカラと音がすることに因む。

## 分布と生育環境
世界の熱帯 - 亜熱帯、特にアフリカとマダガスカルに多い。アジアではインドに最も多く、東に行くほど種数が少なくなり、日本はタヌキマメ属の分布の末端にあたる。

## 利用
多くの有用植物が含まれ、繊維作物、緑肥、薬用植物などとして用いられる。

## 下位分類群
世界に約600種が知られる（POWOでは714種とする）。日本に4種が自然分布。
- C. calycina ガクタヌキマメ[4]
　石垣島[5]、西表島[1]、アジア、アフリカ、オーストラリア[6]
- C. montana var. angustifolia ヤエヤマタヌキマメ[7]
　石垣島、西表島、久米島[1]、台湾、中国、東南アジア、インド、オーストラリア[8]
- C. sessiliflora タヌキマメ[9]
　紫色花。最も北まで分布する種。宮城県～琉球列島[1]、朝鮮半島、台湾、中国、東南アジア、インド[10]
- C. uncinella subsp. elliptica エダウチタヌキマメ[11]
　伊是名島[1]、台湾南部、中国南部、ベトナム、タイ、マレーシア、インド[12]

## 帰化種と栽培品種
帰化植物としては、インド原産で葉が単葉で細長いサンヘンプ（別名クロタラリア、サンマ、コヤシタヌキマメ、栽培品種名：ネマコロリ、ネコブキラー） C. junceaはネコブセンチュウ抵抗性を有するとされ、古くから世界各地の熱帯～亜熱帯で繊維作物や緑肥として栽培され、現在では広く野生化している。また、3出小葉のアフリカタヌキマメ C. trichotomaも緑肥として利用され、奄美大島以南の南西諸島に帰化している。この他にも葉幅が大きく丸葉のオオバタヌキマメ C. spectabilis（別名オオコガネタヌキマメ、栽培品種名：ネマックス、ネマキング、ネマクリーン）などが、緑肥の他に被覆作物（土壌の物理性改善、土壌中の有害線虫密度を抑制、害虫の天敵を保持増殖する等）に利用される。